# Aeroportul Lee Gilmer Memorial
Aeroportul Lee Gilmer Memorial (IATA: GVL, ICAO: KGVL, FAA LID: GVL) este un aeroport din Gainesville⁠(d), Comitatul Hall, Georgia, Statele Unite ale Americii ce deservește zona Gainesville⁠(d). Aeroportul a fost tranzitat în 2019 de 32 de pasageri.
Situat la o altitudine de 389 m, aeroportul dispune de 2 piste.

## Infrastructură

### Piste
Aeroportul dispune de 2 piste. Pista 05/23 are suprafața de asfalt și dimensiunile 5.500 picioare × 100 picioare. Pista 11/29 are suprafața de asfalt și dimensiunile 4.001 picioare × 100 picioare. 